# Filipe (irmão de Cassandro)
Filipe foi um irmão de Cassandro e pai de Antípatro Etesias.
Ele era provavelmente filho de Antípatro; outros filhos de Antípatro eram Cassandro, Iolas, Fila, a filha mais velha, que se casou com Crátero e com Demétrio Poliórcetes, Eurídice, esposa de Ptolemeu I Sóter, e Niceia, que se casou com Pérdicas e com Lisímaco.
De acordo com Justino, Cassandro e seus dois irmãos Filipe e Iolas atendiam à mesa de Alexandre, o Grande. Antípatro, pai de Cassandro, estava preocupado com o comportamento de Alexandre, que estava executando seus mais queridos amigos e havia executado Alexandre de Lincéstide, genro de Antípatro; além disso, Olímpia, mãe de Alexandre, não gostava de Antípatro, e fazia acusações contra ele. Convocado da Macedônia para a corte de Alexandre, Antípatro, refletindo sobre as punições que Alexandre havia imposto aos governadores das nações conquistadas, e imaginando que iria lá, não para ajudar na guerra, mas para ser punido, enviou um poderoso veneno a Cassandro. Filipe e Iolas, que provavam e preparavam a bebida do rei, misturaram o veneno na água gelada, depois que ela foi provada. Alexandre morreu alguns dias depois.
Filipe, irmão de Cassandro, foi o general de Cassandro na guerra contra a Liga Etólia e o Epiro. Filipe, o general, foi enviado por Cassandro como comandante na guerra contra os etólios, e assim que chegou na Acarnânia passou a pilhar a Etólia. Quando ele soube que Eácides havia retornado ao Epiro e estava reunindo uma força, Filipe voltou-se para atacá-lo, pois queria terminar esta guerra antes que os etólios se unissem ao rei.
Na primeira batalha, Filipe atacou-os e os derrotou, matando vários e enviando como cativos a Cassandro os cinquenta que tinham sido responsáveis pela volta do rei. Eácides e seus homens se uniram aos etólios, e Filipe, de novo, os derrotou em batalha; nesta batalha morreu o rei Eácides. Com estas vitórias os etólios ficaram tão aterrorizados que abandonaram as cidades e fugiram para as montanhas, levando as mulheres e as crianças.
Seu filho, Antípatro Etésias, sobrinho de Cassandro, foi rei da Macedônia durante a invasão gaulesa da Grécia, reinou por quarenta e cinco dias, e recebeu o apelido Etesias por causa dos ventos etésios, que sopraram durante aproximadamente o tempo que ele foi rei.